# Jeannie Seely
Marilyn Jeannie Seely (Titusville, 6 luglio 1940 – Nashville, 1º agosto 2025) è stata una cantautrice, produttrice discografica e attrice teatrale statunitense.

## Biografia
Nel corso della sua carriera Jeannie Seely accumulò cinque ingressi nella Top Country Albums e ventiquattro nella Hot Country Songs, tra cui tre top ten. Nel 1967 divenne un membro ufficiale del Grand Ole Opry. Vinse un Grammy Award, nel 1966, su tre candidature.
Da tempo malferma in salute, è morta nel 2025, a causa di un'infezione intestinale.

## Discografia

### Album in studio
- 1966 – The Seely Style
- 1967 – Thanks, Hank!
- 1968 – I'll Love You More
- 1968 – Little Things
- 1969 – Jeannie Seely
- 1970 – Jack Greene, Jeannie Seely (con Jack Greene)
- 1970 – Please Be My New Love
- 1972 – Two for the Show (con Jack Greene)
- 1973 – Can I Sleep in Your Arms/Lucky Ladies
- 1982 – Greatest Hits (con Jack Greene)
- 1990 – Jeannie Seely
- 1994 – Number One Christmas
- 1999 – Been There...Sung That!
- 2003 – Life's Highway
- 2011 – Vintage Country: Old But Treasured
- 2017 – Written in Song
- 2020 – An American Classic

### Album dal vivo
- 1978 – Live at the Grand Ole Opry (con Jack Greene)

### Raccolte
- 1993 – Greatest Hits on Monument
- 1996 – The Grand Ladies of the Opry (con Jan Howard, Skeeter Davis e Jean Shepard)
- 1997 – Personal
- 2003 – 20 All-Time Greatest Hits (con Jack Greene)

### Singoli
- 1964 – If I Can't Have You
- 1965 – Bring It on Back
- 1965 – Today Is Not the Day
- 1966 – Don't Touch Me
- 1966 – It's Only Love
- 1966 – A Wanderin' Man
- 1967 – When It's Over
- 1967 – These Memories
- 1967 – I'll Love You More (Than You'll Need)
- 1968 – Welcome Home to Nothing
- 1968 – How Is He
- 1968 – Little Things
- 1969 – Just Enough to Start Me Dreamin'
- 1969 – Jeannie's Song
- 1969 – Wish I Didn't Have to Miss You (con Jack Greene)
- 1970 – Please Be My New Love
- 1970 – Tell Me Again
- 1971 – You Don't Understand Him Like I Do
- 1971 – All Right (I'll Sign the Papers)
- 1971 – Much Oblige (con Jack Greene)
- 1972 – Pride
- 1972 – What in the World Has Gone Wrong with Our Love (con Jack Greene)
- 1972 – Farm in Pennsyltucky
- 1973 – Can I Sleep in Your Arms
- 1973 – Lucky Ladies
- 1974 – I Miss You
- 1974 – He Can Be Mine
- 1975 – The First Time
- 1975 – Take My Hand
- 1976 – Since I Met You Boy
- 1977 – We're Still Hangin' in There, Ain't We Jessi
- 1977 – Take Me to Bed
- 1981 – Don't Touch Me